# Verbascum punalense
Verbascum punalense är en flenörtsväxtart som beskrevs av Pierre Edmond Boissier och Buhse. Verbascum punalense ingår i släktet kungsljus, och familjen flenörtsväxter. Inga underarter finns listade i Catalogue of Life.